# 汪汪隊立大功：超級大電影
《汪汪隊立大功：超級大電影》（英語：PAW Patrol: The Mighty Movie）是一部2023年加拿大電腦動畫超級英雄喜劇片，改編自凱斯·查普曼的電視動畫《汪汪隊立大功》，並採用電視版的《威力狗》（Mighty Pups）篇為故事主軸。本片為2021年電影《汪汪隊立大功電影版》的續集，由卡爾·布倫克執導並與鮑勃·巴倫合作編寫劇本，配音陣容包括麥肯娜·葛瑞絲、塔拉吉·P·漢森、瑪賽·馬汀、克利斯汀·康佛瑞、金·卡戴珊、諾斯·威斯特（North West）、聖·威斯特（Saint West）、詹姆斯·馬斯登、克莉絲汀·貝爾和芬·李-艾普（Finn Lee-Epp）。劇情講述當一顆魔法隕石墜落在冒險市（Adventure City）時，汪汪隊（PAW Patrol）的小狗們被賦予了超能力，但越獄的韓丁納市長（Mayor Humdinger）與薇多莉亞·范斯（Victoria Vance）聯手，企圖奪走小狗們的超能力。
《汪汪隊立大功電影版》續集計劃於2021年8月開始，布倫克當時表示，在前作取得成功後，他有興趣製作續集。該片於2021年11月獲得斯平瑪斯特娛樂正式批准，布倫克回歸執導。前集負責動畫製作的Mikros Image也回歸參與續集。主要配音演員於2023年1月對外公開，前作多數配音員未回歸。
《汪汪隊立大功：超級大電影》2023年9月29日在加拿大和美國院線上映。本片入圍第96屆奧斯卡金像獎最佳動畫片角逐名單。

## 配音員
- 麥肯娜·葛瑞絲配音天天（Skye）：擔任飛行員犬的可卡頗犬（英语：Cockapoo）。
- 塔拉吉·P·漢森配音薇多莉亞·范斯（Victoria Vance）：流星專家，與韓丁納市長聯手。
- 瑪賽·馬汀（英语：Marsai Martin）配音莉柏蒂（Liberty）：活潑的長毛臘腸犬，小汪汪隊的領袖。
- 克利斯汀·康佛瑞（英语：Christian Convery）配音阿奇（Chase）：擔任警犬的德國牧羊犬。
- 金·卡戴珊配音多洛莉絲（Delores）：動物收容所中的時髦貴賓犬。
- 諾斯·威斯特（North West）配音小蜜（Mini）：博美犬，小汪汪隊的成員。
- 聖·威斯特（Saint West）配音流星人（Meteor Man）
- 詹姆斯·馬斯登配音漢克（Hank）
- 克莉絲汀·貝爾配音珍妮特（Janet）
- 芬·李-艾普（Finn Lee-Epp）配音萊德（Ryder）：10歲的人類男孩，汪汪隊的隊長。
- 克里斯·洛克配音調皮搗蛋貓咪大隊的成員
- 朗·帕多（英语：Ron Pardo）配音韓丁納市長（Mayor Humdinger）：霧底市和冒險市的前任市長，汪汪隊的頭號勁敵，越獄後與薇多莉亞·范斯聯手。
  - 朗·帕多還配音多寶船長（Cap'n Turbot）：動物專家，汪汪隊的盟友。
- 李利·萊爾·豪艾里配音山姆·史金格（Sam Stringer）：新聞記者。
- 塞雷娜·威廉姆斯配音尤嘉·伊薇特（Yoga Yvette）：瑜珈教練。
- 艾倫·金配音小諾（Nano）：博美犬，小汪汪隊的成員。
- 布萊斯·岡薩雷斯（Brice Gonzalez）配音小塔（Tot）：博美犬，小汪汪隊的成員。
- 魯克斯頓·漢德斯派克（Luxton Handspiker）配音小礫（Rubble）：擔任建築犬的鬥牛犬。
- 克里斯蒂安·科拉奧（Christian Corrao）配音毛毛（Marshall）：擔任消防犬的大麥町。
- 卡勒姆·蕭奈克（Callum Shoniker）配音灰灰（Rocky）：擔任回收犬的灰黑混種狗。
- 尼蘭·帕蒂潘（Nylan Parthipan）配音路馬（Zuma）：擔任水上救難犬的巧克力色拉布拉多犬。
- 金·羅勃茲（英语：Kim Roberts (actress)）配音古威市長（Mayor Goodway）：冒險灣市長。

## 發行
《汪汪隊立大功：超級大電影》2023年9月29日在加拿大和美國院線上映。第一部電影受COVID-19疫情影響，除了在傳統影院上映外，還同步在派拉蒙+上發行，而本片則不跟進此做法。該片在影院獨家上映並獲得MPAA的PG級，分級理由為片中含有「輕度打鬥或危險橋段」。電影2021年11月時定於2023年10月13日上映，但在2023年2月將上映日延後兩週。
斯平玛斯特的一系列電影主題玩具在2023年8月上市。
在台灣串流服務方面，《汪汪隊立大功：超級大電影》於2024年5月上架於HBO GO。

## 反響

### 評價
爛番茄根據48條評論，本片得到新鮮度71%，均分5.9／10，觀眾投票得到94%的分數，平均得分為4.6／5。在Metacritic上根據11條評論而獲得49分。

### 票房
| 上一届： 《鬼修女II》 | 2023年美國週末票房冠軍 第39週 | 下一届： 《大法師：信徒》 |

## 續集
2023年9月26日，斯平玛斯特宣布第三部《汪汪隊立大功》電影正在開發中，計劃2026年推出。

## 外部連結
- 官方网站
- 互联网电影数据库（IMDb）上《汪汪隊立大功：超級大電影》的资料（英文）
- AllMovie上《汪汪隊立大功：超級大電影》的资料（英文）
- Box Office Mojo上《汪汪隊立大功：超級大電影》的资料（英文）
- 爛番茄上《汪汪隊立大功：超級大電影》的資料（英文）
- Metacritic上《汪汪隊立大功：超級大電影》的資料（英文）
- 開眼電影網上《汪汪隊立大功：超級大電影》的資料（繁體中文）
- 豆瓣电影上《汪汪隊立大功：超級大電影》的資料 （简体中文）